# 芳溪湖
芳溪湖是一个位于中国江西省南昌市的淡水湖，面积约为4.31平方千米，属于长江区。它的一级流域为长江流域，二级流域为长江干流水系。